# Argyroderma
Argyroderma es un pequeño género de plantas suculentas perteneciente a la familia Aizoaceae endémico de Sudáfrica. Tiene 61 especies descritas y de estas, solo 12 aceptadas.
Es extremadamente resistente a la sequía y crece profusamente. Se cubre de flores rosas la mayoría del año en climas moderados. No resiste las heladas.

## Taxonomía
Argyroderma fue descrito por el taxónomo y botánico inglés, Nicholas Edward Brown, y publicado en Gard. Chron. ser. 3. 71: 92 (1922). La especie tipo es: Argyroderma testiculare (Aiton) N.E.Br. (Mesembryanthemum testiculare Aiton)
Argyroderma: nombre genérico que deriva del griego arghyrion = (plata) y dermis = (piel) debido a su aspecto y su color.

## Especies
- Argyroderma congregatum L.Bolus
- Argyroderma crateriforme (L.Bolus) N.E.Br.
- Argyroderma delaetii C.A.Maass
- Argyroderma fissum (Haw.) L.Bolus
- Argyroderma framesii L.Bolus
- Argyroderma × octophyllum (Haw.) Schwantes
- Argyroderma patens L.Bolus
- Argyroderma pearsonii (N.E.Br.) Schwantes
- Argyroderma ringens L.Bolus
- Argyroderma subalbum (N.E.Br.) N.E.Br.
- Argyroderma testiculare (Aiton) N.E.Br.
- Argyroderma theartii van Jaarsv.